# Jerry Fodor
Jerry Alan Fodor, född 22 april 1935 i New York, död 29 november 2017 i New Jersey, var en amerikansk filosof och kognitionsvetare.  Han var professor i filosofi vid Rutgers University i USA och har skrivit många böcker inom kognitionsvetenskap och medvetandets filosofi.  Han är mest känd för sitt arbete kring den mänskliga intelligensens och hjärnans modularitet, och kring tänkandets språk.

## Böcker av Jerry Fodor
- LOT 2: The Language of Thought Revisited, Oxford University Press, 2008
- Hume Variations, Oxford University Press, 2003, ISBN 0-19-928733-3.
- The Compositionality Papers , (with E. Lepore), Oxford University Press 2002, ISBN 0-19-925216-5.
- The Mind Doesn't Work That Way: The Scope and Limits of Computational Psychology, MIT Press, 2000, ISBN 0-262-56146-8.
- In Critical Condition, MIT Press, 1998, ISBN 0-262-56128-X.
- Concepts: Where Cognitive Science Went Wrong, (The 1996 John Locke Lectures), Oxford University Press, 1998, ISBN 0-19-823636-0.
- The Elm and the Expert, Mentalese and its Semantics, (The 1993 Jean Nicod Lectures), MIT Press, 1994, ISBN 0-262-56093-3.
- Holism: A Consumer Update, (ed. with E. Lepore), Grazer Philosophische Studien, Vol 46. Rodopi, Amsterdam, 1993, ISBN 90-5183-713-5.
- A Theory of Content and Other Essays, MIT Press, 1990, ISBN 0-262-56069-0.
- Psychosemantics: The Problem of Meaning in the Philosophy of Mind, MIT Press, 1987, ISBN 0-262-56052-6.
- The Modularity of Mind: An Essay on Faculty Psychology, MIT Press, 1983, ISBN 0-262-56025-9.
- Representations: Essays on the Foundations of Cognitive Science, Harvard Press (UK) and MIT Press (US), 1979, ISBN 0-262-56027-5.
- The Language of Thought, Harvard University Press, 1975, ISBN 0-674-51030-5.
- The Psychology of Language, with T. Bever and M. Garrett, McGraw Hill, 1974, ISBN 0-394-30663-5.
- Psychological Explanation, Random House, 1968, ISBN 0-07-021412-3.
- The Structure of Language, with Jerrold Katz (eds.), Prentice Hall, 1964, ISBN 0-13-854703-3.